# Géométrie moléculaire antiprismatique carrée
En chimie, une géométrie moléculaire antiprismatique carrée est la géométrie des molécules où un atome central, noté A, est lié à huit atomes, groupe d'atomes ou ligands, notés X, formant les sommets d'un antiprisme carré. Cette configuration est notée AX8E0 selon la théorie VSEPR.
Comme la plupart des composés hautement coordinés, les composés octacoordinés présentent souvent une structure réelle distordue par rapport à la géométrie idéalisée. C'est par exemple le cas de Na3TaF8, où, du fait du faible nombre d'ions Na+, les  forces réticulaires sont fortes. Pour des cations diatomiques comme NO+, elles sont plus faibles, ce qui explique pourquoi un composé comme (NO)2XeF8 cristallise avec une structure plus proche de la géométrie idéalisée d'un antiprisme carré.

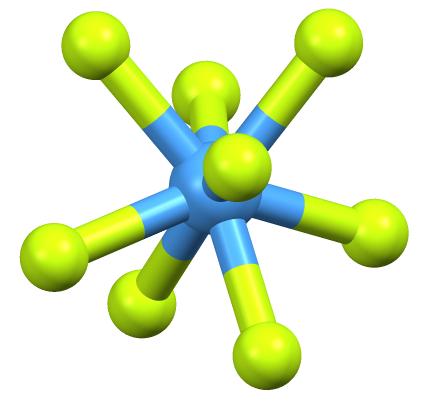
L'antiprisme carré distordu de l'anion [TaF8]3− de la structure de Na3TaF8 [2].
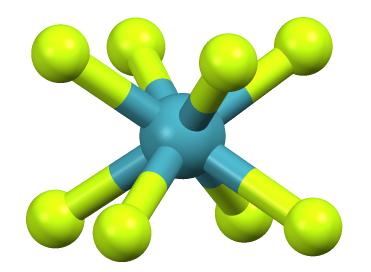
L'antiprisme carré de l'anion [XeF8]2− de la structure de l'octafluoroxénate(VI) de nitrosonium, (NO)2XeF8[3].

## Exemples
- XeF82−
- IF8−
- ReF8−
- ZrF84−